# Ankerbach (Rhein)
Der Ankerbach ist ein Bach in Bonn, Stadtbezirk Beuel. Seine Gesamtlänge beträgt 4,4 Kilometer, sein Einzugsbereich umfasst 3,0 Quadratkilometer.

## Verlauf
Im Oberlauf ist der Bach in einem Waldgebiet (Ennert) ein naturnahes Gewässer mit floristisch reichhaltiger Mullboden-Krautflora und Sickerquellbereichen. Im Siedlungsbereich ist er ein mäßig naturnahes Gewässer. Er mündet südlich des Areals der ehemaligen Zementfabrik (Bonner Bogen) bei Oberkassel in den Rhein.